# Питър О'Тул
Питър Шеймъс О'Тул (на английски: Peter Seamus O'Toole) е ирландски киноактьор. Филмовата му кариера продължава 60 години. Носител е на награда „Оскар“ за изключителни постижения в кинематографията, 8 номинации за Оскар, 3 награди „Златен глобус“, 4 награди „Давид на Донатело“ и награда БАФТА. 

## Биография
Роден е на 2 август 1932 г. Мястото на раждане не е известно, има 2 акта за раждане – за Конъмара, Голуей, Ирландия и за Лийдс, Англия. Самият О'Тул не е сигурен, като повечето източници сочат Конъмара. . Израства в Лийдс, Англия.
Играе роли в киното и телевизията от 18 до 78-годишна възраст. Най-големите му постижения са наградите: 
- Награда БАФТА за най-добър актьор в главна роля – 1962 г. за ролята на Томас Лорънс във филма „Лорънс Арабски“ (1969);
- Златен глобус за най-добър актьор в драма – 1964 и 1968 г. за ролята на Хенри II, крал на Англия в два различни филма: „Бекет“ и „Лъвът през зимата“;
- Златен глобус за най-добър актьор в мюзикъл или комедия – 1970 г. за ролята на Артър Чипинг във филма „Довиждане, г-н Чипс“ (1969).
- Награда „Давид на Донатело за най-добър чуждестранен актьор“ – 1964, 1967, 1970 г.
- Награда „Давид на Донатело за най-добър поддържащ актьор“ – 1988 г.
- Награда „Оскар“ за изключителни постижения в кинематографията – 2002 г. Удостоен е от филмовата академия на САЩ за цялостна дейност и във връзка с неговата 70-годишнина. Той държи своеобразния рекорд за актьор сред мъжете от 8 номинации за Оскар без спечелена награда за конкретна роля.

Питър О'Тул умира на 81 години на 14 декември 2013 г. в Лондон.

## Избрана филмография
| Година | Филм                                             | Оригинално заглавие                     | Роля                                           | Режисьор           | Бележки                          |
| ------ | ------------------------------------------------ | --------------------------------------- | ---------------------------------------------- | ------------------ | -------------------------------- |
| 1960   | Невинните диваци                                 | The Savage Innocents                    | Първи войник                                   | Никълъс Рей        |                                  |
| 1960   | Отвлеченият                                      | Kidnapped                               | Робин Макгрегър                                | Робърт Стивънсън   |                                  |
| 1960   | Денят, в който английската банката беше ограбена | The Day They Robbed the Bank of England | Капитан Фитч                                   | Джон Гиллермин     |                                  |
| 1962   | Лорънс Арабски                                   | Lawrence of Arabia                      | Томас Лорънс                                   | Дейвид Лийн        | БАФТА                            |
| 1964   | Бекет                                            | Becket                                  | Хенри II, крал на Англия                       | Питър Гленвил      | Златен глобус, Давид на Донатело |
| 1965   | Лорд Джим                                        | Lord Jim                                | Лорд Джим                                      | Ричард Брукс       |                                  |
| 1965   | Какво ново, котенце?                             | What's New Pussycat?                    | Майкъл Джеймс                                  | Клайв Донър        |                                  |
| 1966   | Как да откраднеш милион                          | How to Steal a Million                  | Саймън Дермот                                  | Уилям Уайлър       |                                  |
| 1966   | Библията                                         | The Bible: In the Beginning...          | Тримата ангели                                 | Джон Хюстън        |                                  |
| 1967   | Нощта на генералите                              | The Night of the Generals               | генерал Вилхелм Танц                           | Анатол Литвак      | Давид на Донатело                |
| 1968   | Екатерина Велика                                 | Great Catherine                         | Чарлз Едстастън                                | Гордън Флеминг     |                                  |
| 1968   | Лъвът през зимата                                | The Lion In Winter                      | Хенри II, крал на Англия                       | Антъни Харви       | Златен глобус, Давид на Донатело |
| 1969   | Довиждане, г-н Чипс                              | Goodbye, Mr. Chips                      | Артър Чипинг                                   | Хърбърт Рос        | Златен глобус                    |
| 1970   | Братска любов                                    | Country Dance                           | Сър Чарлз Фергюсън                             | Джей Лий Томпсън   | Давид на Донатело                |
| 1971   | Войната на Мърфи                                 | Murphy's War                            | Мърфи                                          | Питър Йейтс        |                                  |
| 1972   | Управляващата класа                              | The Ruling Class                        | граф Джак Гърни                                | Петър Медак        |                                  |
| 1972   | Човекът от Ла Манча                              | Man of La Mancha                        | Дон Кихот / Мигел де Сервантес / Алонсо Кихано | Артър Хилър        |                                  |
| 1975   | Розовата пъпка                                   | Rosebud                                 | Лари Мартин                                    | Ото Преминджър     |                                  |
| 1975   | Петкан                                           | Man Friday                              | Робинзон Крузо                                 | Джак Голд          |                                  |
| 1976   | Фокстрот                                         | Foxtrot                                 | Ливиу                                          | Артуро Рипстейн    |                                  |
| 1979   | Зората на Зулу                                   | Zulu Dawn                               | генерал Фредерик Тесигер                       | Дъглас Хикокс      |                                  |
| 1979   | Калигула                                         | Caligula                                | Тиберий                                        | Тинто Брас         |                                  |
| 1980   | Живот на карта                                   | The Stunt Man                           | Ели Крос                                       | Ричард Ръш         |                                  |
| 1982   | Най-любимата ми година                           | My Favorite Year                        | Алън Суон                                      | Ричард Бенджамин   |                                  |
| 1983   | Пигмалион                                        | Pygmalion                               | Професор Хенри Хигинс                          | Алън Кук           |                                  |
| 1987   | Последният император                             | The Last Emperor                        | Реджиналд Джонсън                              | Бернардо Бертолучи |                                  |
| 1988   | Височайши духове                                 | High Spirits                            | Питър Планкет                                  | Нийл Джордан       | Давид на Донатело                |
| 1991   | Дъщерята на Ребека                               | Rebecca's Daughters                     | Господар Сарн                                  | Карл Франциск      |                                  |
| 1991   | Крал Ралф                                        | King Ralph                              | Сър Седрик Чарлз Уилигам                       | Дейвид Уорд        |                                  |
| 1993   | Седмата монета                                   | The Seventh Coin                        | Емил Сабер                                     | Дрор Сореф         |                                  |
| 1994   | Северът и Югът                                   | North and South                         | Сам Тръмп                                      | Дейвид Л. Уолпър   | ТВ сериал                        |
| 1996   | Пътешествията на Гъливер                         | Gulliver's Travels                      | Императорът на Лилипутия                       | Чарлз Стъридж      | ТВ сериал                        |
| 1997   | Приказка: Истинска история                       | FairyTale: A True Story                 | Артър Конан Дойл                               | Чарлз Стъридж      |                                  |
| 1998   | Фантоми                                          | Phantoms                                | Тимъти Флайт                                   | Джо Чапел          |                                  |
| 1999   | Историята на отец Дамиен                         | Molokai: The Story of Father Damien     | Уилям Уилямсън                                 | Пол Кокс           |                                  |
| 1999   | Жана Д'Арк                                       | Joan of Arc                             | Пиер Кошон                                     | Крисчън Дюги       | ТВ сериал                        |
| 2002   | Последната завеса                                | The Final Curtain                       | Къртис                                         | Патрик Харкинс     |                                  |
| 2004   | Троя                                             | Troy                                    | Приам                                          | Волфганг Петерсен  |                                  |
| 2005   | Казанова                                         | Casanova                                | Старият Джакомо Казанова                       | Шери Фолксън       | ТВ сериал                        |
| 2008   | Династията на Тюдорите                           | The Tudors                              | Павел III                                      | Майкъл Хьорст      | ТВ сериал                        |